# São Martinho da Cortiça
São Martinho da Cortiça é uma povoação portuguesa sede da Freguesia de São Martinho da Cortiça do Município de Arganil, freguesia com 31,54 km² de área e 1188 habitantes (censo de 2021), tendo, por isso, uma densidade populacional de 37,7 hab./km².
Está situada no extremo noroeste do seu município, a 13 km de Arganil, e faz fronteira a sudoeste com o Município de Vila Nova de Poiares, a noroeste com o de Penacova e a nordeste com o de Tábua.

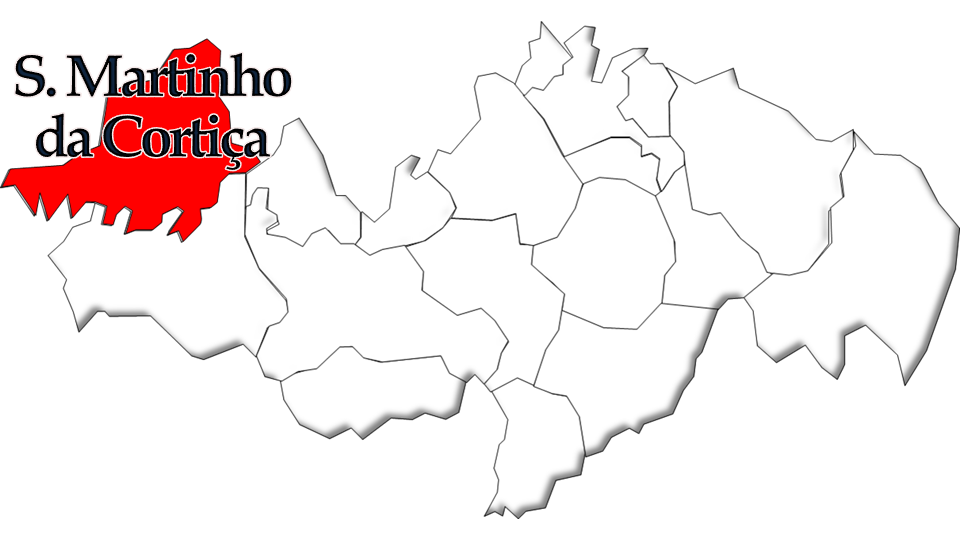
Localização da freguesia no Município de Arganil

## Demografia
A população registada nos censos foi:
| Distribuição da População por Grupos Etários | Distribuição da População por Grupos Etários | Distribuição da População por Grupos Etários | Distribuição da População por Grupos Etários | Distribuição da População por Grupos Etários |
| -------------------------------------------- | -------------------------------------------- | -------------------------------------------- | -------------------------------------------- | -------------------------------------------- |
| Ano                                          | 0-14 Anos                                    | 15-24 Anos                                   | 25-64 Anos                                   | > 65 Anos                                    |
| 2001                                         | 241                                          | 235                                          | 749                                          | 311                                          |
| 2011                                         | 147                                          | 150                                          | 683                                          | 339                                          |
| 2021                                         | 133                                          | 94                                           | 582                                          | 379                                          |

## Povoações
Além da sede, a Freguesia de São Martinho da Cortiça engloba as seguintes aldeias ou lugares: Ponte da Mucela, Mucelão, Sobreira, Quinta da Cortiça, Cavaleiro , Teixugueira, Carapinhal, Cortiça, São Martinho da Cortiça, Vale de Matouco, Vale de Moinho, Fronhas, Saíl, Fonte Furada, Vale de Espinho, Portela da Urgueira, Urgueira, Pombeiras, Abrunheira, Sanguinheda, Catraia dos Poços, Olival da Mina, Vale de São Martinho e Poços.

## Descrição
A freguesia é rasgada ao meio pela EN 17, conhecida por estrada da Beira, que tem a sua origem na antiga via romana que ligava Coimbra a Salamanca, passando pela vizinha Bobadela. Desde períodos anteriores à fundação da Nacionalidade que contribui para o aparecimento de povoações à sua beira. Também passa pela freguesia o IC6, junto a Catraia dos Poços, a 3 Km de São Martinho da Cortiça.
Já o Rio Alva, que corre a seus pés, não desempenhou aqui o papel que tomou noutras povoações a montante. É que a partir do Sarzedo o curso do rio tornava-se caprichoso, hesitante, atormentado, parecendo em alguns sítios regressivo. O amontoado era tão sinuoso que o rio se desnorteava, ia por onde podia, torcido, afogando-se na paisagem imponente. As povoações ausentaram-se assim das suas margens e tornaram-se pouco dependentes do Alva. Em 1985 com a construção da barragem das Fronhas parte deste belo vale do Alva foi submergido pela sua albufeira. Em seu lugar espraia-se agora um interessante espelho de água, com um potencial turístico ainda pouco aproveitado que os amantes da pesca desportiva bem conhecem.
Estamos na Casconha, onde com excepção dos vales e melhores várzeas, a subjacente ossatura rochosa é revestida por delgada manta de solo arável, coberta muitas vezes por floresta.

## História
A primeira referência histórica à igreja de S. Martinho, em outro tempo da Sanguinheda, remonta ao ano de 1141, altura em que a freguesia pertencia à herdade de Pombeiro e Souto Seco, instituída pela rainha D. Teresa em 1126. Nesta altura estaria já situada no Passal, um sítio ermo na parte traseira da colina em que assenta a povoação de S. Martinho, entre a Cortiça e a Sanguinheda. Foi construída como tantas outras fora do povoado, ao lado da antiga estrada da Beira, para ficar no meio da sua vasta circunscrição eclesiástica.
Depois de ter pertencido ao senhorio de Arganil, foi incluída em 1355 no senhorio de Pombeiro, concedido por escambo a Martim Lourenço da Cunha pelo rei D. Afonso IV, ao qual se manteve intimamente ligada até meados do século XIX.
Em finais do século XV, Artur da Cunha, senhor de Pombeiro, desmembrou os lugares de Sanguinheda e Carapinha para constituir o senhorio da Sanguinheda, que deu territorial, mas não política nem judicialmente ao seu terceiro filho, Simão da Cunha. A Sanguinheda era então a sede das funções comunais e a partir de 2 de Novembro de 1513, data em que o rei D. Manuel I lhe deu carta de foral, passou a ser sede de concelho. Aí estava o pelourinho e a casa da câmara, onde tinha assento o juiz, o vereador, o escrivão da câmara e outro do judicial e órfãos. As restantes povoações da freguesia continuaram a fazer parte do concelho de Pombeiro, entretanto instituído.
Por volta de 1598, por estar a igreja em sítio descampado, sujeita a roubos e ruína iminente, reformou-se a capela de Santo Amaro da Cortiça, para onde se transferiu o Santíssimo. Aqui esteve por mais de vinte anos, onde se fundou a Irmandade do Santíssimo Sacramento, em 1602. Não sendo, porém, a capela um sítio próprio para a matriz, o prior D. Nuno Castelo Branco, filho bastardo do senhor de Pombeiro, adquiriu e doou o terreno para a construção de um novo edifício na Póvoa de S. Martinho. A igreja foi benzida a 28 de Maio de 1624, transferindo-se definitivamente a sede da freguesia da Sanguinheda para a Póvoa de S. Martinho, actualmente S. Martinho da Cortiça.
Foi freguesia muito fustigada durante a terceira invasão francesa, em 1811, onde se deu luta aos franceses desmontando-se um dos arcos da ponte da Mucela durante a sua retirada, e durante as lutas liberais, onde a povoação da Cortiça foi incendiada em 1832 pelos absolutistas na sequência da “queima da pólvora”, incidente regional em que os liberais fizeram explodir 20 carros de pólvora na Catraia dos Poços.
A 6 de novembro de 1836 foi extinto o concelho da Sanguinheda, assim como o de Pombeiro, passando a freguesia de S. Martinho, até aqui constituída por parte deste e a totalidade daquele, a fazer parte do concelho de Farinha Podre. A freguesia passou depois para o concelho de Tábua a 31 de dezembro de 1853, até que foi transferida definitivamente para o concelho de Arganil a 24 de outubro de 1855.
Em 1843 surgiu a primeira botica, em 1861 o primeiro estabelecimento de ensino primário, e ainda antes de 1884 a primeira delegação postal, primeiros sinais de progresso. Dada a sua localização junto do porto da Raiva foi terra de negociantes e almocreves. As explorações de minérios como a prata e chumbo estão bem documentadas em finais do século passado. A partir da década de quarenta apareceram as primeiras indústrias ligadas à exploração e transformação de resina e madeiras, e mais recentemente indústrias ligadas à pecuária e laticínios e as empresas de construção civil.

## Equipamentos
A freguesia possui os seguintes equipamentos sociais:
O Centro Escolar inaugurado a 7 de setembro de 2008, Edifício da Extensão de Saúde inaugurado no dia 17 de Junho de 2018, Centro de Dia, Igreja Matriz, Junta de Freguesia e Posto de Correios inaugurado a 14 de setembro de 1952, Centro Cultural de São Martinho, Cemitério, Árvores Classificadas, Campo de Futebol, Pavilhão Gimnodesportivo, Casa do Povo, Multibanco, Zona Industrial do Vale do Fogo, a Barragem das Fronhas, o Pelourinho da Saguinheda e a Capela de Santo Amaro na Cortiça.

## Comércio
Em termos de pontos comerciais, a freguesia possui:
O Talho, Banco, Padaria, Farmácias, Mini Mercados, Florista, Clínica de Analises e Clínica Dentaria, Cafés, Restaurantes, Cabeleireiras, Seguros, Gabinete de Contabilidade o Grupo Desportivo e Cultural de S.Martinho da Cortiça, Associação Projecto Radical, Casa do Povo IPSS e União Recreativa e Cultural da Urgueira, Comissão de Melhoramentos da Cortiça, Associação Clube Recreativo da Sobreira. 

## Património
- Capelas de Nossa Senhora do Rosário, de S. Nicolau e da Senhora da Guia
- Fragmentos do pelourinho de Sanguinheda
- Igreja Matriz de São Martinho

## Personalidades célebres
- António Dias da Cunha, empresário e antigo presidente do Sporting Clube de Portugal.